# Benjamin Minge Duggar
Benjamin Minge Duggar, född 1 september 1872 i Hale County i Alabama, död 10 september 1956 i New Haven, Connecticut, var en amerikansk botaniker, som var professor i växtfysiologi och blev professor i tillämpad botanik vid Washington University in St. Louis 1912. Han blev samma år professor vid Missouri Botanical Garden i Saint Louis. Duggars undersökningar behandlar ämnesomsättningens fysiologi, enzymverkningar, bakteriologi, svamparnas groningsfysiologi med mera.

## Biografi
Duggar var fjärde av sex söner till en lantbrukare och började studera på University of Alabama strax före sin femtonde födelsedag. Han tog sedan kandidatexamen 1891 vid Polytechnic Institute och fortsatte vid Harvard, Cornell där han fick sin doktorsgrad 1898, samt i Tyskland, Italien och Frankrike. Som specialist på botanik hade han olika befattningar vid experimentstationer och högskolor fram till 1901, då han utsågs till fysiolog vid Bureau of Plant Industry, United States Department of Agriculture, för vilken han skrev bulletiner. Han var professor i botanik vid University of Missouri från 1902 till 1907 och var därefter chef för växtfysiologi vid Cornell. Han var vice ordförande i Botanical Society of America 1912 och 1914. Från 1917 till 1919 var han tillförordnad professor i biologisk kemi vid Washington University Medical School.
Överraskande nog är Duggar mest ihågkommen för en prestation i en annan disciplin som förekommer i slutet av 1940-talet, hans upptäckt av klortetracyklin (Aureomycin), den första av tetracyklinantibiotika, från en jordbakteri som växer i kolonilottsjord. Han bidrog också med många artiklar till botaniska tidskrifter såsom:
- Fungous Diseases of Plants (1909)
- Plant Physiology (1911)
- Mushroom Growing (1915)